# Göhren (bij Altenburg)
Göhren is een gemeente in de Duitse deelstaat Thüringen, en maakt deel uit van de Landkreis Altenburger Land. Met zeven andere gemeenten maakt Göhren deel uit van de Verwaltungsgemeinschaft Altenburger Land, een gemeentelijk samenwerkingsverband.
Göhren telt 413 inwoners.